# Европейский союз триатлона
Европейский союз триатлона (англ. European Triathlon Union / ETU) — европейский орган управления олимпийского вида спорта по триатлону и другим мультиспортивным гонкам, таким как паратриатлон, акватлон, дуатлон, кросс-кантри триатлон и зимний триатлон. 
Является континентальным подразделением Международного союза триатлона (ITU) в Европе.
Был основан в 1984 году для развития триатлона по всей Европе. В настоящее время действует сорок семь национальных федераций, аффилированных в ETU, и это число постоянно растёт.

## Соревнования
Ежегодно под эгидой ETU проводится до 50 соревнований по триатлону.

### В России
26 сентября 2015 года в России, в городе Сочи, под эгидой ETU был проведён финал Кубка Европы по триатлону. Инфраструктура мероприятия была создана организаторами любительских соревнований IRONSTAR 113 SOCHI 2015, которые проводились 27 сентября 2015 года.

## Национальные федерации
- Федерация триатлона России